# Wischwalze
Die Wischwalze, heute als Feuchtauftragswalze bekannt, dient der Befeuchtung einer Druckplatte im Offsetdruck. Durch den Bezug mit Molton, Plüsch oder ähnlichen Stoffen kann diese Walze nicht exakt auf der Druckplatte abwickeln bzw. abrollen, sondern wischt leicht.